# بنفشه هورمزدی
بنفشه هورمزدی (آلمانی: Banafshe Hourmazdi؛ زادهٔ ۱۹۹۰ میلادی) بازیگر ایرانی‌الاصل اهل آلمان است که در برلین سکونت دارد. او در منطقه رور رشد و نمو یافت و دارای مدرک فوق لیسانس از دانشگاه هنر زوریخ است. 
از فیلم‌هایی که وی در آن‌ها نقش داشته است، می‌توان به هیچ مشکلی نیست (۲۰۲۰) اشاره نمود.